# Bořenovice, Kroměříž
Bořenovice là một làng thuộc huyện Kroměříž, vùng Zlínský, Cộng hòa Séc.